# 吴建军
吴建军（？—），男，中华人民共和国外交官，曾任中华人民共和国驻清津总领事。

## 生平
吴建军曾任中华人民共和国外交部离退休干部局副局长和外交部驻香港特派员公署办公室主任。2016年12月，出任中华人民共和国驻清津总领事。2017年4月，结束驻清津总领事任期。